# バケーロス・デ・ラ・アバナ
バケーロス・デ・ラ・アバナ（スペイン語: Vaqueros de La Habana）は、キューバの野球リーグであるセリエ・ナシオナル・デ・ベイスボルに2010年まで所属していた野球チーム。ハバナ州を本拠地としていた。

## 概要
1977年に創設し、2008年/2009年シーズンに初優勝を果たした。
2011年1月1日、ハバナ州がアルテミサ州とマヤベケ州に分割されたことに伴い、当チームが消滅し、アルテミサ州にカサドレス・デ・アルテミサ、マヤベケ州にウラカネス・デ・マヤベケが誕生した。
ニックネームの「バケーロス」は「Cowboys」の意味。

## 主な所属選手
- アリエル・ミランダ
- アンディ・モラレス（英語版）
- オスカル・マシアス（英語版）
- ホセ・イグレシアス
- ホセ・イバール
- ホセ・ガルシア（英語版）
- ホルヘ・ソレア
- ホンデル・マルティネス
- ミゲル・ゴンザレス
- ミゲル・ラエラ
- ヤディエル・ペドロソ
- ユリエスキ・ゴンサレス
- ラウル・バルデス